# Heinz Zache
Heinz Zache (Pseudonym: Ironicus, * 27. Oktober 1916 in Hamburg) ist ein deutscher Schriftsteller.

## Leben
Heinz Zache wurde als Sohn eines Verwaltungsbeamten geboren. Er absolvierte eine kaufmännische Lehre und war anschließend als kaufmännischer Angestellter tätig. Er nahm als Soldat der Wehrmacht am Zweiten Weltkrieg teil. Nach 1945 war er für Presse und Rundfunk tätig. Seit 1947 ist er freier Schriftsteller und Vortragskünstler. Zache war seit 1952 Mitglied des Schriftstellerverbandes der DDR. Er lebt heute in Weimar.
Heinz Zache veröffentlichte zwischen 1948 und 1955 eine Reihe von Kinderbüchern.

## Werke
- Freunde meiner Kindheit, Berlin 1948
- Na so was!, Sonthofen im Allgäu 1949
- Aus meinem kleinen Zoo, Berlin 1950[3]
- Mit offenen Augen, Berlin 1953
- Was ihr mir erzähltet, Berlin 1955